# メリーランド植民地

メリーランド植民地
Province of Maryland

メリーランド植民地（メリーランドしょくみんち、英: Province of Maryland）は、1632年から1776年まで、北アメリカ現在のアメリカ合衆国メリーランド州の領域に存在したイギリス領植民地である。1776年に13植民地の他の12箇所とともにアメリカ合衆国を形成したときにメリーランド邦（メリーランド州）となった。

## 概要
メリーランド植民地は、新世界でイギリス人カトリック教徒の避難地を創りたいと願った初代ボルティモア男爵ジョージ・カルバートの領主植民地として始まった。彼は当初、ニューファンドランド島の東部（アバロン半島）に入植地を築き、迫害されるカトリック教徒を入植させようとした。1623年には勅許を得て植民地にアヴァロン領と名付け、1625年には功績を讃えられ初代ボルティモア男爵に任ぜられた。しかしニューファンドランドは冬は寒い上に年中強風が吹きつける厳しい土地であり、ジョージも1629年にはアヴァロンを放棄せざるを得なくなった。彼は南の地への移転を模索することになり、その移転先として後にメリーランドとなる場所が選ばれた。ジョージはメリーランドに対する勅許を認められる前に没し、息子でありやはりカトリックであった第2代ボルティモア男爵カシラス・カルバート（セシル）が1632年に勅許を得た。
こうした経緯から、イギリスの植民地の中では信教の自由について先駆け的な位置付けだった。しかし初期はイングランド国教会、ピューリタン、カトリックおよびクエーカーの間での宗教的闘争が日常茶飯事となり、ピューリタンの反乱が一時的に植民地を支配したこともあった。イギリスの名誉革命の後では、ジョン・クードがプロテスタントの反乱を率い、ボルティモア卿のメリーランドにおける権力を奪った。クードの政府は不人気であり、イングランド王ウィリアム3世もクード自身も王室が指名した総督を置こうと考えた。結局はライオネル・コプリーが総督となって1694年のその死まで治め、その後をフランシス・ニコルソンが引き継いだ。植民地は第5代ボルティモア男爵チャールズ・カルバートがプロテスタントであることを公に誓約したときに、ボルティモア家に戻された。
南に位置するバージニア植民地と初期には競合もあったが、その後はバージニア植民地と同じような方向で発展した。初期の開拓地や人口はチェサピーク湾に注ぐ川などの水系周辺に集まる傾向があった。バージニア植民地と同様にその経済は直ぐにヨーロッパに販売するタバコの農園を中心とするようになった。タバコを栽培するために安い労働力を必要とし、また後にタバコの価格が崩壊したときに発展した混合農業経済でも労働力が必要だったので、年季奉公が急速に拡大し、後にはアフリカ人の強制移民と奴隷化に繋がっていった。
植民地時代後期では、南部や東部はタバコ経済が続いていたが、革命が近付くにつれて、北部や中部は徐々に小麦の生産地となっていった。このことで内陸のフレデリックのような農業の町や主要港湾市ボルティモアの発展を促した。メリーランド植民地はアメリカ独立に繋がる出来事に積極的に関わり、通信委員会の設立やボストン茶会事件で起こった出来事に類似するチェスタータウン茶会事件を起こすなど、ニューイングランドと同じ道を歩いた。

## 勅許
1632年6月20日、イングランド王チャールズ1世はアイルランド貴族第2代ボルティモア男爵カシラス・カルバート（セシル）に約1,200万エーカー (49,000 km2)の領主植民地メリーランドに対する勅許を認めた。歴史家の中にはこの勅許が、1625年にカシラス・カルバートの父である第1代ボルティモア男爵ジョージ・カルバートがカトリック教徒であることを宣言したときに国務大臣の肩書きを剥奪されていたことに対するある種の補償と見る者がいる。この勅許は当初ジョージ・カルバートに与えられたが、その実行前にジョージが死亡し、その代わりに息子カシラスに与えられた。この新しい植民地は王妃ヘンリエッタ・マリアに因んで名付けられた。ボルティモア卿はイギリス帝国の歴史の中で領主植民地を所有または獲得したことでは、唯一のカトリック教徒あるいはアイルランド貴族院議員だった。そのような他の貴族は全てイングランド、スコットランド、ブリテンあるいはイギリス王国の貴族称号を持っていた。
メリーランド植民地は現在のメリーランド州より大きかった。当初カルバートに与えられた勅許は、バージニア植民地の北から北緯40度線より南と不正確な定義があり、おそらくは1,200万エーカー (49,000 km2)ほどもあった。イングランド王チャールズ2世がメリーランド勅許と一部重なる勅許をペンシルベニア植民地に認めた後、メイソン＝ディクソン線が引かれたことで2つの植民地の間の論争を解決し、1760年代に当初想定されていた領土の一部をペンシルベニア植民地に渡した。アメリカ合衆国の独立の後には、コロンビア特別区を創るためにその領土をいくらか割譲した。
メリーランド設立の勅許では、「パラタイン領主」ボルティモア卿によって統治される状態を創った。支配者としてボルティモア卿は勅許で認められた土地全てを直接所有した。その領土に対して絶対的な統治権を持った。開拓者達はイングランド王に対してではなく、ボルティモア卿に対する忠誠を誓わされた。勅許は「荘園領主」の貴族も生み、ボルティモア卿から6,000エーカー (24 km2)を購入して、通常の開拓者達よりも大きな法的社会的特権を持った。

## 初期の開拓
メリーランド植民地は南部の植民地だった。ボルティモア卿はカトリックへの改宗者だった。このことは、ローマ・カトリック教会が王室の敵であり、国に対する裏切り者と考えられた17世紀イングランドの貴族にとっては汚点だった。メリーランドでは、ボルティモア卿がイギリスのカトリック教徒にとっての天国を創り、カトリック教徒とプロテスタントが共に調和して暮らせるということを示そうと考え、宗教に関する法を発行して信教に対する寛容さを示しさえした。他の貴族領主と同様、新しい植民地を利益に繋ごうとも期待していた。
カルバート家はカトリック教徒の貴族やプロテスタント開拓者を寛大な土地の利用許可と信教の寛容方針で誘い、メリーランドへの移住者を募った。アーク号とダブ号でメリーランドに渡った当初の開拓者200人の中で大半はプロテスタントだった。実際に、プロテスタントはメリーランド植民地の歴史では多数派であり続けた。
アーク号とダブ号は1634年3月25日にセントクレメント島に到着した。新しい開拓者達はボルティモア卿の弟レナード・カルバートに率いられており、ボルティモア卿はレナードに新しい植民地の知事として務めさせた。150人ほどの生き残った移民がヤオコミコ族インディアンから土地を買い、セントメアリー市を設立した。
1642年、メリーランドはサスケハノック族に宣戦布告した。サスケハノック族はニュースウェーデンの助けを得て1644年にメリーランドを破った。サスケハノック族は1652年に休戦条約が締結されるまでメリーランドと緩慢な交戦状態であり続けた。

## メリーランドとイギリス内戦
1654年、第三次イングランド内戦（1649年-1651年）の後、議会軍（プロテスタント）がメリーランドを支配し、ウィリアム・ストーン知事はバージニア植民地に追放された。ストーンは翌春王党派（カトリック）の首長として戻り、アナポリス市に行軍した。
セバーンの戦い（1655年3月25日）と呼ばれるものでストーンは敗れ捕虜になった。ストーンはジョシアス・フェンドール（1628年頃-1687年）と知事を交代させられた。

## 植民地時代後期とプランテーション経済
1672年、ボルティモア卿はニューヨーク植民地の支配下にあったデラウェア湾西岸のホアキルズ開拓地をメリーランドに含めると宣言した。軍隊が派遣されてこの開拓地を襲い占領した。ニューヨークはその後間もなくオランダに占領されたために直ぐに反応できなかった。メリーランドはオランダがその同盟者であるイロコイ連邦を使ってこの開拓地を再奪取しにくることを恐れた。1674年11月にニューヨークがオランダから取り戻されたときに、この開拓地もニューヨーク植民地に戻した。
17世紀のメリーランド住人の大半は小さな家庭農園で厳しい条件の中を暮らしていた。彼等は様々な果物、野菜、穀物を栽培し家畜を育てる中で、換金作物としてのタバコが植民地経済の中心になった。タバコはときには金として使われ、植民地議会は植民地人が飢えないことを保証するためにタバコ農家にある量のトウモロコシも栽培させる法律を成立させた。
隣接する大きなバージニア植民地と同様、メリーランドも18世紀までにプランテーションの植民地に発展した。1755年までに、メリーランド人口の40％が黒人だった。農園主は広範に年季奉公や受刑労働者も活用するようになった。川の水系を使って内陸プランテーションの生産物が輸出されるために大西洋岸に輸送され、ボルティモアはサウスカロライナ植民地のチャールストンに続いて18世紀の南部では2番目に重要な港になった。

## 独立戦争
この植民地ではタバコが主要な換金作物の一つだった。メリーランドは1776年にサミュエル・チェイス、ウィリアム・パカ、トマス・ストーンおよびキャロルトンのチャールズ・キャロルが植民地のためにアメリカ独立宣言に署名し、イギリスからの独立を宣言した。1776年から1777年の連合規約に関する議論で、メリーランド代表は、西部の土地の所有権主張する邦が連合政府にその権利を放棄するよう主張する会派を主導し、1781年に連合規約を批准することでは最後の邦となった。アメリカ合衆国憲法の容認ではもっと容易に1788年4月28日に批准した。